# 유니베라
유니베라(영어: UNIVERA CO.,LTD.)는 대한민국의 화장품과 건강기능식품을 판매하는 회사다.

## 회사 소개
1976년 대한민국에서 남양알로에농산로 설립된 건강기능식품회사이며, 1990년 사명을 남양알로에농산에서 남양알로에로 바뀌었다. 2006년 사명을 남양알로에에서 유니베라로 바뀌었다. 알로에 건강기능식품을 시작으로 현재는 다양한 건강기능식품과 화장품을 판매하고 있다. 본사는 충남 천안시 동남구 병천면으로 이전했으며, 관계사로는 알로콥, 네이쳐텍, 유니젠 등이 있다. 유통은 후원방문판매만을 전문으로 하고 있다. 창업자는 고 이연호 회장이며, 현재는 김교만 대표이사가 사장직을 맡고있다.

## 연표
- 1976 04. 국내 최초로 알로에 시험재배 성공
- 1981 07. 반월 제1공장 설립(동양 최대 규모로 알로에 20만 주 재배)
- 1984 04. 남양알로에농산 창립
- 1988 02. 국제알로에심의기준협회(NASC) 정회원 가입
- 1988 07. 미국 현지 법인 알로콥(Aloecorp) 설립
- 1989 03. 국제알로에심의기준협회(IASC) 가입 필증 및 품질합격 획득
- 1989 09. 멕시코 탐피코 3,966,942m² 농장 개설
- 1990 01. ㈜남양알로에로 법인 전환
- 1990 08. 국내 최초 KGMP 공장인 진천 제1공장 준공
- 1992 10. 건강보조식품업계 최대 KGMP 공장인 진천 제2공장 준공
- 1994 05. 알로에 성분 남양931(NY931) 개발 성공
- 1994 05  남양932(NY932), 남양933(NY933) 특허 출원
- 1995 02. 건강보조식품 남양931(NY931) 출시
- 1996 03. 경기도 이천, 청강문화산업대학 개교
- 2000 09. 이병훈 대표이사, 국제알로에기준심의협회(IASC) 회장 취임
- 2000 10. 중국 하이난 현지 법인 설립
- 2001 02. 러시아 크라스키노 21,500,000 m² 농장 개설
- 2003 05. 액티브알로에, 산업자원부 세계일류상품 인증
- 2003 06. GMP(우수건강보조식품제조관리기준) 획득
- 2006 04. 창립 30주년, 신사명 ‘유니베라’ 선포
- 2008 01. 소비자중심경영(CCM) 인증 최초 획득
- 2008 04. 중국법인 알로콥 차이나 농장 및 공장 준공식
- 2009 01. UN글로벌콤팩트 가입, 캐나다 25년 전통 건강식품회사 ‘마톨’ 인수
- 2010 11. 멕시코 공장 준공
- 2010 08. 러시아 크라스키노 농장 내 안중근 의사 단지동맹비 제막식 진행
- 2013 05. 유니세프, 세이브더칠드런 주최 아동친화경영 대상 선정
- 2014 06. 유니베라 말레이시아 법인 개설
- 2015 03. 40주년을 준비하는 유니베라365 유튜브에 최초공개
- 2016 04. 유니베라 창립 40주년
- 2017 12. 유니베라 알로에 세계일류상품 15년 연속 선정
- 2018 01. 소비자중심경영(CCM) 6차 인증 획득